# Kandun (köpinghuvudort i Kina, Zhejiang Sheng, lat 30,23, long 121,26)
Kandun är en köpinghuvudort i Kina. Den ligger i provinsen Zhejiang, i den östra delen av landet, omkring 100 kilometer öster om provinshuvudstaden Hangzhou. Antalet invånare är 70 201. Befolkningen består av 34 341 kvinnor och 35 860 män. Barn under 15 år utgör 10,0 %, vuxna 15-64 år 80 %, och äldre över 65 år 8,0 %.
Runt Kandun är det mycket tätbefolkat, med 2 431 invånare per kvadratkilometer. Närmaste större samhälle är Guanhaiwei, 15,0 km öster om Kandun. Trakten runt Kandun består till största delen av jordbruksmark.
Genomsnittlig årsnederbörd är 1 778 millimeter. Den regnigaste månaden är juni, med i genomsnitt 285 mm nederbörd, och den torraste är januari, med 60 mm nederbörd.